# Érize-Saint-Dizier
Érize-Saint-Dizier település Franciaországban, Meuse megyében. Lakosainak száma 193 fő (2022. január 1.). Érize-Saint-Dizier Géry, Lavallée, Levoncourt, Loisey, Naives-Rosières és Rumont községekkel határos.

## Népesség
A település népességének változása:
| Lakosok száma | 103  | 133  | 161  | 183  | 195  | 192  | 189  | 184  | 187  | 193  |
|               | 1968 | 1982 | 1990 | 2006 | 2013 | 2015 | 2017 | 2019 | 2020 | 2022 |